# 我らの時代のフォークロア―高度資本主義前史
「我らの時代のフォークロア―高度資本主義前史」（われらのじだいのフォークロア こうどしほんしゅぎぜんし）は、村上春樹の短編小説。

## 概要
| 初出     | 『SWITCH』1989年10月号                |
| 収録書籍 | 『TVピープル』（文藝春秋、1990年1月） |

雑誌掲載時の挿絵は山本容子。2002年11月刊行の『村上春樹全作品 1990～2000』第1巻に収録される際、大幅な加筆訂正がなされた。
本作品について村上は、「ちょうどこのころスコット・フィッツジェラルドの短編小説をいくつか翻訳していて、フィッツジェラルドみたいな雰囲気をもったものを自分で少し書いてみたいという気持ちがあったと記憶している」と述べている。

### 英訳
|          | 1                                     | 2                                                                    |
| -------- | ------------------------------------- | -------------------------------------------------------------------- |
| タイトル | The Folklore of Our Times             | A Folklore for My Generation: A Pre-History of Late-Stage Capitalism |
| 翻訳     | アルフレッド・バーンバウム            | フィリップ・ガブリエル                                               |
| 初出     | 『ザ・ニューヨーカー』 2003年6月9日号 | 『Blind Willow, Sleeping Woman』 （クノップフ社、2006年7月）         |

## あらすじ
「僕」は1949年に生まれ、1967年に大学に入った。そして例のどたばた騒ぎの中で20歳を迎えた。だから僕らは文字どおり60年代の子供たち（シックスティーズ・キッズ）であった。人生の中のいちばん傷つきやすく、いちばん未成熟で、それ故にいちばん重要な時期に、1960年代のタフでワイルドな空気をたっぷりと吸い込んだ。ドアーズからビートルズからボブ・ディランまで、BGMもばっちりと揃っていた。そして1960年代においては、処女性というのは、現在に比べればまだ大きな意味を持っていた。
高校の同級に、成績が良くて、運動ができて、親切で、いつもクラス委員をしていた男がいた。べつのクラスにいた、校内でも指折りの美人の女の子が彼のガールフレンドだった。ミスター・クリーンとミス・クリーン。歯磨き粉のコマーシャルみたいなものだ。
「僕」はローマにアパートメントを借りて住んでいた頃、中部イタリアのルッカの町で彼と出会う。「僕」は妻が用事で日本に帰っていたので、そのあいだひとりでのんびりと鉄道の旅を楽しんでいた。彼はルッカに商用で来ていた。僕らは偶然同じホテルに泊まっていた。
彼は高校時代のガールフレンドの話をした。もしそれが中部イタリアの小さな町感じの良いレストランでなかったら、そしてワインが芳醇な83年のコルティブオーノでなく、暖炉に日が燃えてなかったら、その話は話されずに終わったかもしれない。